# Bisaltes unicolor
Bisaltes unicolor es una especie de escarabajo longicornio del género Bisaltes, subfamilia Lamiinae. Fue descrita científicamente por Galileo & Martins en 2003.

## Morfología
Tegumento rojizo cubierto por pubescencia amarillo-pardusca; en los élitros, tegumento negro en una estrecha franja sutural desde la base hasta antes de la mitad. Cara ventral con tegumento negro. Patas con pubescencia entremezclada con manchas contrastantes, negras; tegumento de los fémures y metatibias parcialmente negro. Urosternitos I-IV con una franja central glabra.
Frente convexa. Lóbulos oculares superiores tan distantes entre sí como seis veces el ancho de un lóbulo; lóbulos oculares inferiores tan largos como las genas. Antenas del macho alcanzan el cuarto apical de los élitros; tegumento rojizo cubierto por pubescencia blanco-amarillenta; escapo con algunas áreas glabras contrastantes. Antenómero IV más largo que el III; V-XI con longitudes decrecientes de forma gradual. Protórax más ancho que largo, con espina lateral evidente.
Élitros con elevación longitudinal paralela a la sutura desde antes de la mitad hasta el ápice; extremos con una espina larga en el lado externo; setas elitérales amarillentas. Metatibias de los machos marcadamente engrosadas.
Dimensiones en mm, macho: longitud del protórax, 1,7; mayor anchura del protórax, 2,2; longitud del élitro, 6,3; anchura humeral, 2,8.

## Distribución
Se distribuye por Ecuador.  El período de vuelo de esta especie ocurre en el mes de mayo.